# Laselva triplehorni
Laselva triplehorni là một loài bọ cánh cứng trong họ Chrysomelidae. Loài này được Furth miêu tả khoa học năm 2007.